# Balthasar (Werle)
Balthasar, Fürst zu Wenden [-Güstrow] (* um 1375; † 5. April 1421) war von 1393/94 bis 1421 Herr zu Werle-Güstrow und ab 1418 Fürst zu Wenden.

## Biografie
Balthasar war der älteste Sohn von Lorenz und Mechthild († vor dem 17. Dezember 1402).
Nach dem Tod des Vaters Lorenz im Jahr 1393/94 regierte er erst allein, aber schon ab dem 11. Dezember 1395 zusammen mit seinem Bruder Johann VII. und ab dem 1. Mai 1401 auch mit seinem Bruder Wilhelm von Werle. Seit dem 4. Mai 1418 nennt er sich, wie auch sein Bruder, Fürst zu Wenden, auf Grund von Chroniken vom Bischof Otto von Havelberg, in welchen sie ein Zeugnis ihre königlichen Abstammung erlangt hatten. Er wurde im Güstrower Dom bestattet.
Balthasar war mit zuerst mit Euphemia, der Tochter Magnus I. von Mecklenburg (⚭ am 18. Oktober 1397; † 16. Oktober 1417) und dann mit Heilwig, Tochter von Graf Gerhard VI. von Holstein-Rendsburg († vor 1436) verheiratet. Heilwig heiratete später Dietrich von Oldenburg.
Vorher war er mit Agnes, der Tochter von Bogislaw VI. Herzog von Pommern-Wolgast, verlobt. Die Hochzeit wurde wahrscheinlich aber nicht vollzogen.
Kinder sind von ihm nicht bekannt.